# Parker (film, 1984)
Pour plus de détails, voir Fiche technique et Distribution.
Parker est un film britannique réalisé par Jim Goddard (en), sorti en 1984.

## Fiche technique
- Titre : Parker
- Réalisation : Jim Goddard (en)
- Scénario : Trevor Preston
- Pays d'origine : Royaume-Uni
- Format : Couleurs
- Genre : policier
- Durée : 97 minutes
- Date de sortie : 1984

## Distribution
- Bryan Brown : David Parker
- Cherie Lunghi : Jenny Parker
- Kurt Raab : Haag
- Elizabeth Spriggs : Mme Epps
- Bob Peck : Rohl
- Beate Finckh : Sœur
- Gwyneth Strong (en) : Andrea
- Simon Rouse (en) : Richard
- Uwe Ochsenknecht : Boots Man
- Dana Gillespie : Monika
- Ingrid Pitt : la veuve
- Tom Wilkinson : Tom
- Hannelore Elsner : Jillian Schelm